# Hofer Rindfleischwurst

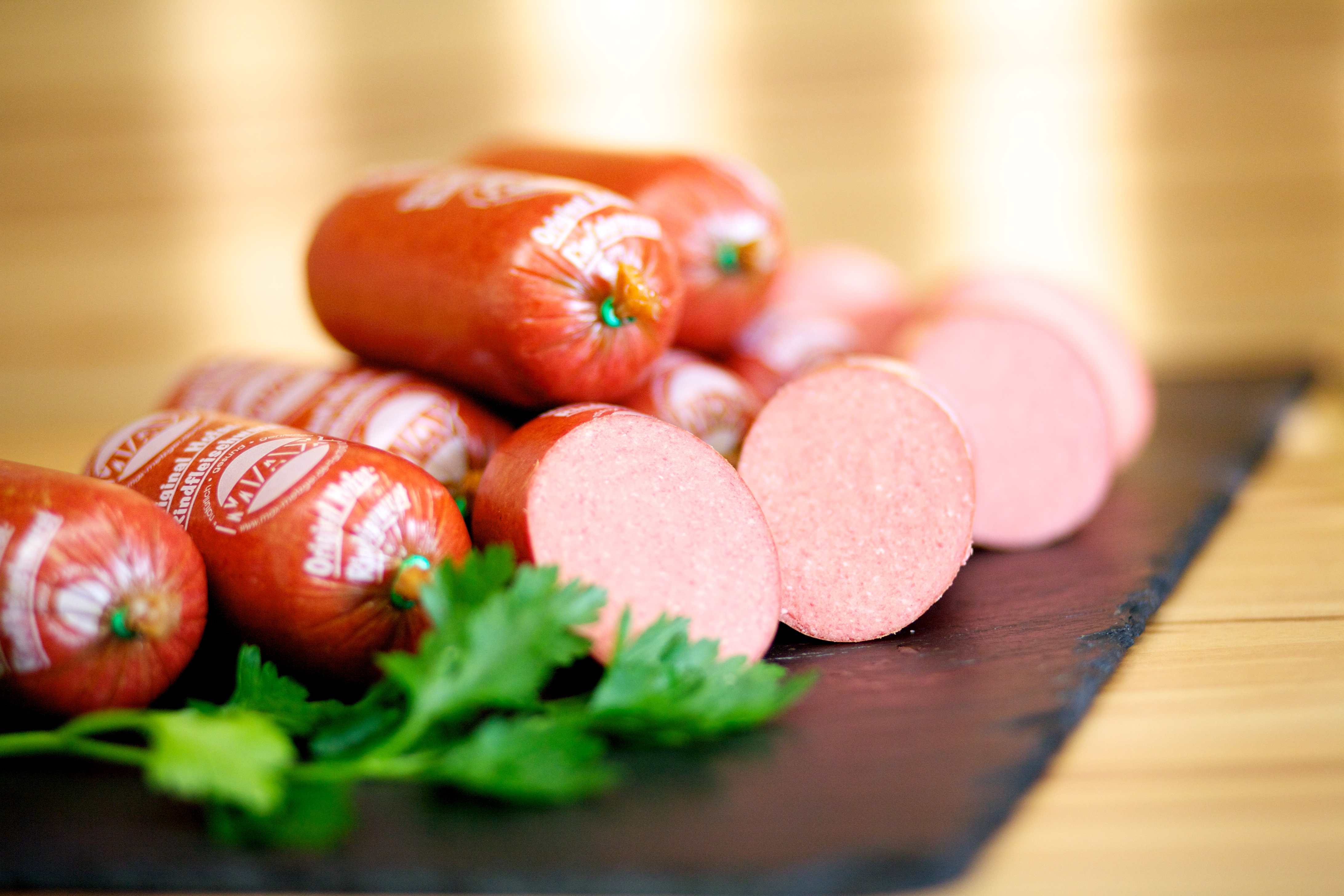
Original Hofer Rindfleischwurst

Die Hofer Rindfleischwurst ist eine streichfähige Rohwurst, die ihren Geschmack durch Kalträuchern erhält. Eine original Hofer Rindfleischwurst wird in Kunstdarm abgefüllt, wiegt zwischen 150 g bis 400 g und zeichnet sich durch ein kräftig fleischfarbenes Rot aus.
Sie kann einen Schweinefleischanteil von maximal 30 % enthalten.

## Historie
Die Hofer Rindfleischwurst hat in Hof (Saale) in Bayern eine lange Tradition. Ihr ursprüngliches Rezept wird dem Hofer Metzgermeister Hans Millitzer (* 31. März 1897; † 10. Oktober 1987) zugeschrieben. Allerdings schaffte es erst sein Geselle Gottfried Rädlein der Rohwurst einen großen Bekanntheitsgrad zu verleihen. Er produzierte die Hofer Rindfleischwurst über 30 Jahre in seinem eigenen Betrieb und machte sie über die Stadtgrenzen von Hof hinaus bekannt. Heute produzieren sie zahlreiche Metzgereien aus der Region. 1993 erfolgte die Eintragung von Qualitätskriterien in die Leitsätze für Fleisch- und Fleischerzeugnisse des Deutschen Lebensmittelbuchs.
Anfang 2011 erfolgte die Aufnahme in das europäische Register regionaltypischer Spezialitäten. Seitdem ist die Hofer Rindfleischwurst eine geschützte geographische Angabe und darf nur im Stadtgebiet Hof und im Landkreis Hof hergestellt werden.
Initiiert wurde der Antrag bei der EU-Kommission von der Fleischerinnung Hof-Wunsiedel, welche die regionale Spezialität auf der Fachmesse für Hotellerie und Gastronomie (HOGA) in München erstmals einem größeren Kreis von Fachleuten und der Öffentlichkeit vorstellte.